# Дино Калински
Константин (Дино) Панов (Панев) Захов, известен като Калински, е български революционер, деец на Вътрешната македоно-одринска революционна организация.

## Биография
Роден е в 1872 или 1874 година в кукушкото село Калиново, тогава в Османската империя, днес Султоянейка, Гърция. Влиза във ВМОРО заедно с брат си Мицо и оглавява Калиновския комитет на организацията. След сражението на четата на Андон Кьосето в Калиново на 28 и 29 юни 1901 година, Дино Захов е принуден да стане нелегален в четата на Григор Тотев, а Мицо Захов – при Андон Кьосето.
В 1903 година е четник при Кръстьо Асенов. През Илинденско-Преображенското въстание през лятото на 1903 година е войвода на четата в родното му Кукушко.
При избухването на Балканската война в 1912 година е доброволец в Македоно-одринското опълчение и се сражава в Кукушката чета, и в 1 рота на 14 воденска дружина. През Междусъюзническата война служи в Сборна партизанска рота на МОО.